# Servion
Servion is een gemeente en plaats in het Zwitserse kanton Vaud.
De plaats Servion telt zo'n 1.000 inwoners, de gemeente bijna het dubbele.

## Geschiedenis
Tot 2008 was de gemeente onderdeel van het district Oron. Op 1 januari 2008 fuseerde het district met het aangrenzende Lavaux tot het nieuwe district Lavaux-Oron.
Op 1 januari 2011 werd na een referendum hierover op 28 november 2010 de aangrenzende gemeente Les Cullayes toegevoegd aan de gemeente.